# Őrbottyán
Őrbottyán város Pest vármegyében, a Váci járásban, a budapesti agglomerációban.

## Címere
Alakja: középen hasított pajzs, melynek bal oldalán az Árpád-ház címere, jobb felén kék színben arany harang látható. A címert balról arany búzakalász, jobbról szőlővessző veszi körül.

## Fekvése
A budapesti agglomeráció külső övezetében, a fővárostól mintegy 30 kilométerre északkeletre fekszik, a Nyugati-Cserháthoz kapcsolódó Gödöllői-dombság vonulatában, a Bara-patak és a Sződ–Rákos-patak sekély völgyei között.
A közvetlenül határos települések: észak felől Váchartyán és Kisnémedi, északkelet felől Váckisújfalu, kelet felől Vácegres, délkelet felől Erdőkertes, dél felől Veresegyház, délnyugat felől Csomád, északnyugat felől pedig Vácrátót.

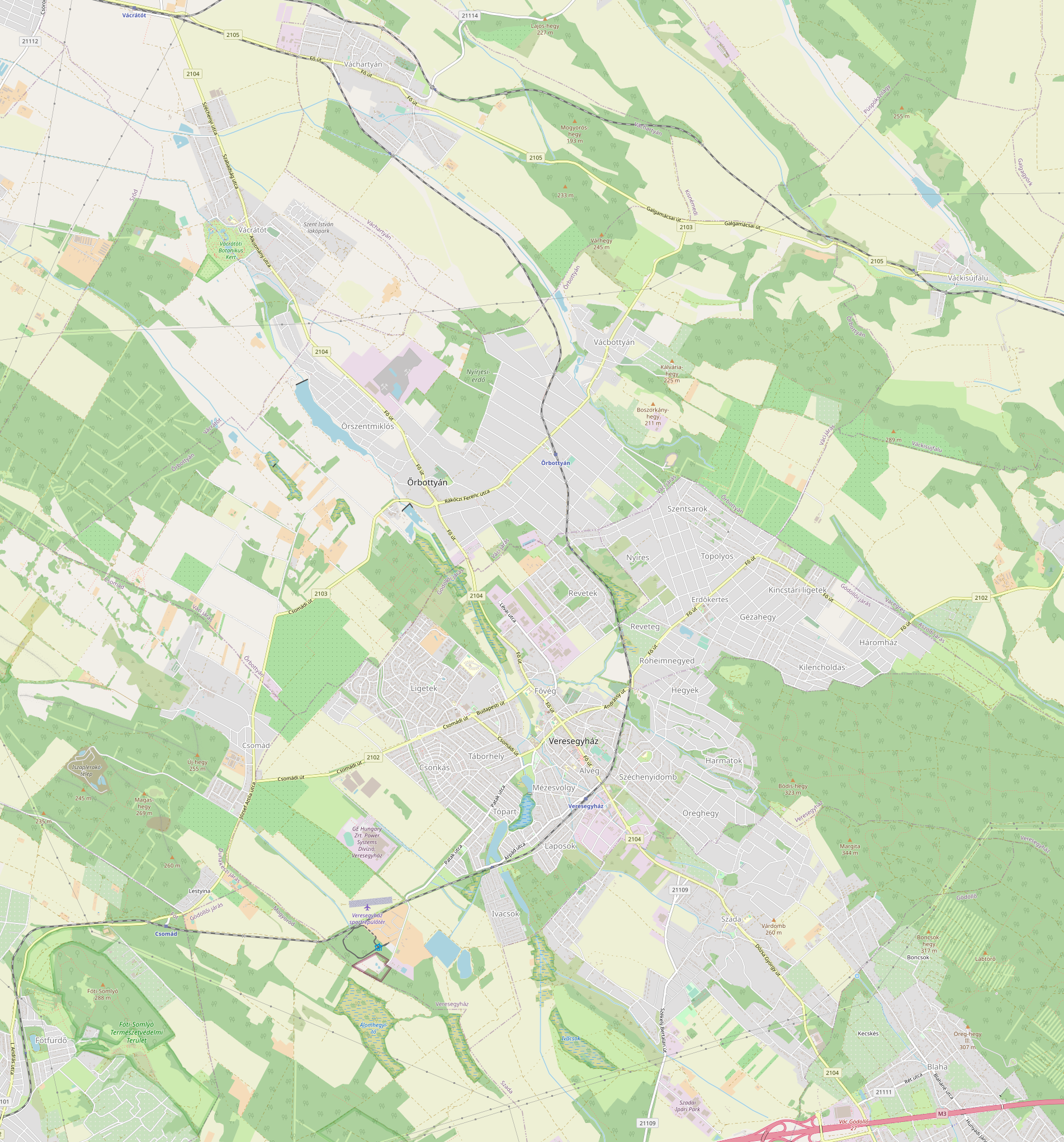
A település és környékének térképe

### Megközelítése, közlekedése
Északnyugat-délkeleti irányban a Váctól Gödöllőig vezető 2104-es, délnyugat-északkeleti irányban pedig az arra nagyjából merőleges irányban haladó 2103-as út halad át a központján, ezek révén minden környező település felől könnyen elérhető. (Északi határszélét érinti még a Vácrátót-Váchartyán-Galgamácsa közti 2105-ös út is.)
Áthalad rajta a Budapest–Vácrátót–Vác-vasútvonal is, melynek egy megállási pontja van itt, a központtól keletre, Őrbottyán vasútállomás, mely a 2103-as útból kiágazó 21 316-os számú mellékúton érhető el.
A települést érintő helyközi autóbuszjáratok: 313, 314, 315, 315, 342, 394, 396, 397, 398, 399, 450, 452, 454, 455

## Története
A mai Őrbottyán 1970. július 1-jén jött létre Őrszentmiklós és Vácbottyán egyesítésével.
Őrszentmiklós neve 1344-ben szerepelt először írott forrásokban villa sancti Nicolai néven, majd 1390-ben Zenth Myklos formában. Vácbottyánt 1332–1337 között Botuna, majd 1376-ban Bathyan néven említette oklevél. A két középkori falu a török hódoltság ideje alatt elnéptelenedett, a 17–18. század fordulóján Pusztaszentmiklóst magyarok, míg Bottyánt felvidéki szlovákok építették újjá, előbbit a 18. századtól kezdve Kisszentmiklós, Felsőszentmiklós és Váczszentmiklós néven is említették.
Egy 1773-as összeírás szerint Kisszentmiklós és Bottyán Pest vármegye Váci járásában elhelyezkedő falvak voltak, előbbi magyar, utóbbi szlovák nyelvű lakossággal. Fényes Elek 1851-es összeírása alapján Kiszentmiklós Pest-Pilis vármegye Váci járásában, "kellemes, dombos vidéken" elhelyezkedő magyar falu volt termékeny szántófölddel, jó szőlővel és borral, a Grassalkovich birtok részeként. Az ugyanazon közigazgatási egységben elhelyezkedő szlovák lakosságú Bottyán az egyházi kincstár tulajdona volt, szintén "dombos és termékeny" határral. 1875-ben a kisszentmiklósi katonai kórház területén előkerült a 6. honvédzászlóalj 5. századának 1848-as pecsétnyomója, amit a Nemzeti Múzeumba küldtek. 1895-ben Őrszentmiklós nagyközség, Vácbottyán kisközség volt, az előbbi alá beosztva. Megkülönböztető előtaggal (Őr-, Vác-) ellátott neveiket 1900-ban nyerték el.
A két mezőgazdasági jellegű település életét gyökeresen megváltoztatta az ország első villamosított vasútvonala, az 1911-ben átadott Budapest-Veresegyház-Vác helyiérdekű vasút. Az 1920-as években a parcellázások nyomán megindult a szuburbanizáció, főként Budapesten vagy Újpesten dolgozó gyári munkások és tisztviselők leltek új otthonra a két falu közös vasútállomása közelében. 1933-ban Őrszentmiklós 284 házból álló nagyközség volt 1335 lakossal, 1-1 római katolikus és református elemi mindennapi népiskolával és általános továbbképző népiskolával, és egy azóta is működő téglagyárral. Vácbottyánt kevésbé dinamizálta a vasút átadása, 131 házában 631 lakos élt és 1 római katolikus mindennapi elemi népiskolával és általános továbbképző népiskolával rendelkezett.
A megindult fejlődés ellenére a betelepülők sokáig kisebbségben voltak a falusiakkal szemben, és a korszerű infrastruktúra kiépülése is váratott magára. 1949-ben a lakosság nagyobbik része még a mezőgazdaságban dolgozott, Őrszentmiklós lakosságának negyede, a vácbottyániak mindössze hatoda élt az iparból (családtagokkal együtt), ezen felül a lakosságnak hozzávetőlegesen tizede talált megélhetést a közlekedési szektorban és huszada a közszolgálatok területén. A második világháború után a vízvezeték-hálózat hiánya mellett a nagy többségében egy vagy kétszobás lakások mindössze hatodában volt elektromos áram.
A második világháború után az újabb parcellázásoknak köszönhetően a folyamatok felgyorsultak, Őrbottyán lakossága a rendszerváltásig megduplázódott. A fejlődést nagyban elősegítette a budapesti lakáshoz jutás 1965-ös korlátozása, így a fővárosi üzemek munkaerejének egy része Őrbottyánban, és a hasonló adottságú elővárosokban telepedett le.
A rendszerváltás után következett be Őrbottyán történetének leggyorsabb fejlődési szakasza, 1990 és 2012 között a lakásállomány megduplázódott, a lakosságszám 4000 főről 7400 főre növekedett és 2010-re kiépült a közcsatorna-hálózat.
A közigazgatási és igazságügyi miniszter javaslatára 2013. július 15. napján városi címet kapott.

## Közélete

### Polgármesterei
- 1990–1994: Nagy Gábor (SZDSZ)[15]
- 1994–1998: Nagy Gábor (független)[16]
- 1998–1999: Bata János (független)[17]
- 1999–2002: Kereskényi János (független)[18]
- 2002–2006: Kereskényi János (független)[19]
- 2006–2010: Cserepka András (független)[20]
- 2010–2014: Cserepka András (független)[21]
- 2014–2019: Kmetty Károly (független)[22]
- 2019–2024: Szabó István Ferenc (független)[23]
- 2024– : Szabó István (független)[1]

1999 júniusában Bata János polgármester egészségügyi okokra hivatkozva lemondott tisztségéről, ezért 1999. október 10-én időközi polgármester-választást tartottak.

## Népesség
A település népességének változása:
| Lakosok száma | 7091 | 7030 | 7370 | 7605 | 7812 | 8392 | 8203 | 8186 |
|               | 2013 | 2014 | 2018 | 2019 | 2021 | 2022 | 2023 | 2024 |

A 2011-es népszámlálás során a lakosok 86,7%-a magyarnak, 0,6% cigánynak, 0,6% németnek, 0,3% románnak mondta magát (13,2% nem nyilatkozott; a kettős identitások miatt a végösszeg nagyobb lehet 100%-nál). A vallási megoszlás a következő volt: római katolikus 26,8%, református 15%, evangélikus 2%, görögkatolikus 0,7%, felekezeten kívüli 21,7% (30% nem nyilatkozott).
2022-ben a lakosság 88,2%-a vallotta magát magyarnak, 0,7% cigánynak, 0,3% németnek, 0,3% románnak, 0,2% ukránnak, 0,1-0,1% görögnek, bolgárnak és szlováknak, 3,8% egyéb, nem hazai nemzetiségűnek (11,6% nem nyilatkozott; a kettős identitások miatt a végösszeg nagyobb lehet 100%-nál). Vallásuk szerint 21,9% volt római katolikus, 13,7% református, 1,8% evangélikus, 0,8% görög katolikus, 0,1% izraelita, 0,1% ortodox, 3% egyéb keresztény, 0,4% egyéb katolikus, 15,7% felekezeten kívüli (42,1% nem válaszolt).

## Híres őrbottyániak
- Dohos László (1948–2023) nyugállományú ezredes, a Magyar Honvédség volt főkarmestere
- Hűvösvölgyi Ildikó (1953–) színésznő[27]
- Kvassay Jenő (1850–1919) vízmérnök, a magyar vízügyi szolgálat megújítója[28]
- Nagy Feró (1946–) énekes, színész, dalszövegíró, a Beatrice és az Ős-Bikini frontembere
- Obersovszky (Oby) Gyula (1927–2001) író, költő, főszerkesztő, az 1956-os forradalom hőse[29]
- Pindroch Csaba színművész
- Sajó Elemér (1875–1934) vízépítő mérnök, gazdaságpolitikus[30]
- Sólyom Irén gobelin-varró[31]
- id. Albert Flórián (1941–2011) az FTC aranylabdás, olimpiai és Európa-bajnoki bronzérmes, világbajnoki gólkirály labdarúgója, a Nemzet Sportolója az 1950-es években Őrszentmiklóson élt
- Dúzs Sándor (1834–1917) főgimnáziumi tanár, nyelvész, 1897-ben költözött Őrszentmiklósra, ide is temették

## Nevezetességei
- Szent Miklós plébániatemplom (1779–1781)
- Péter és Pál apostolok templom (1763)
- Református templom (1936)
- evangélikus templom (1963)
- Baptista imaház (1892)[32]
- Pálos-kolostor (~1760)[31]
- I. és II. világháborús emlékmű (Vácbottyán)
- Magyarország egyetlen harangöntödéje[33]

## Képgaléria

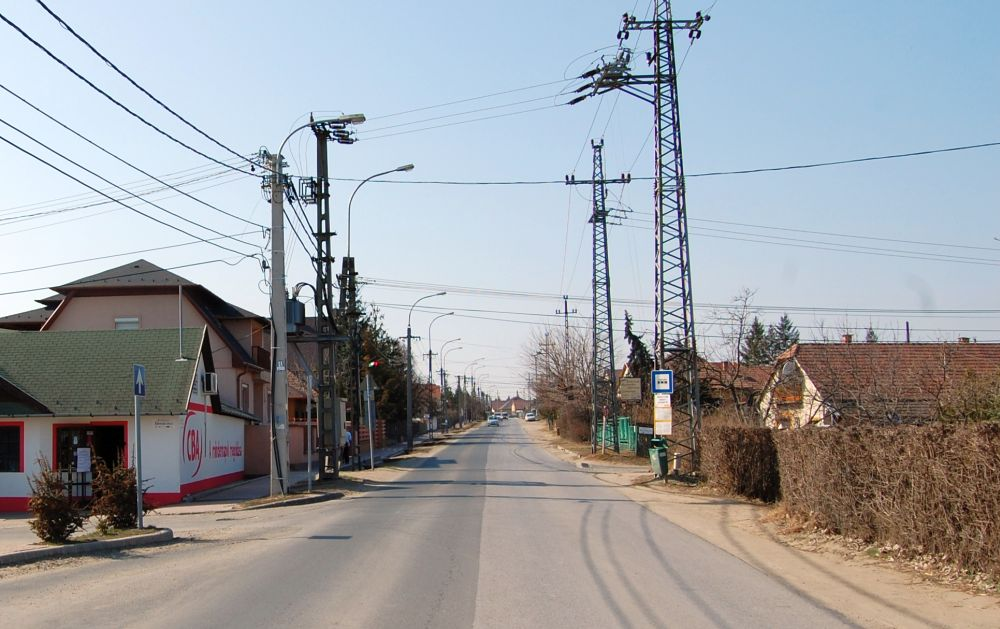
Rákóczi Ferenc út
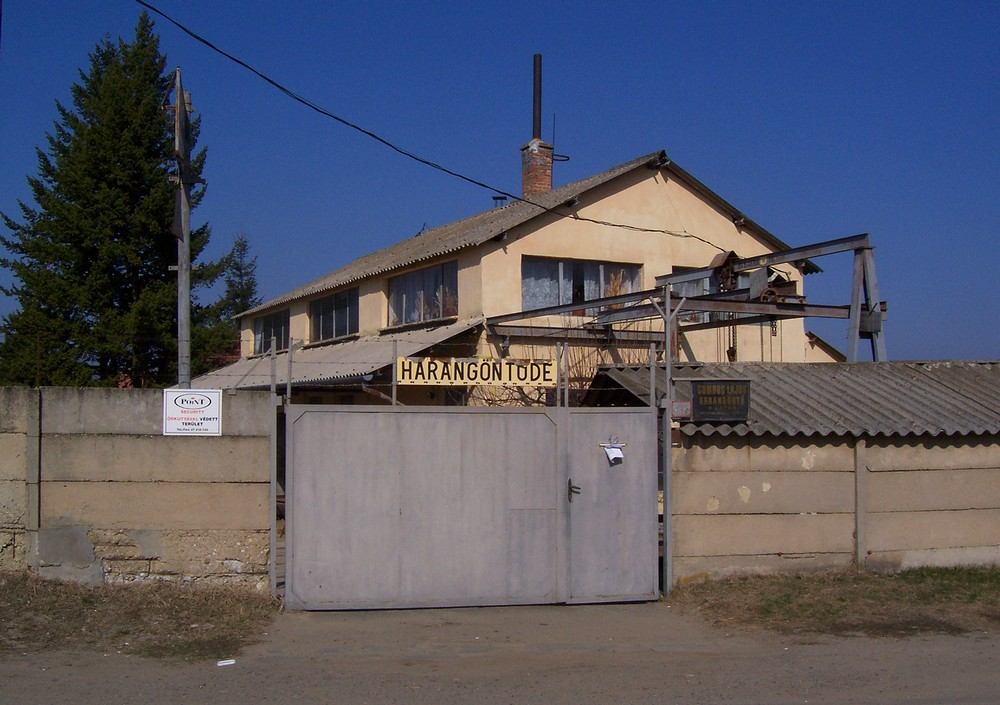
Gombos Miklós harangöntödéje
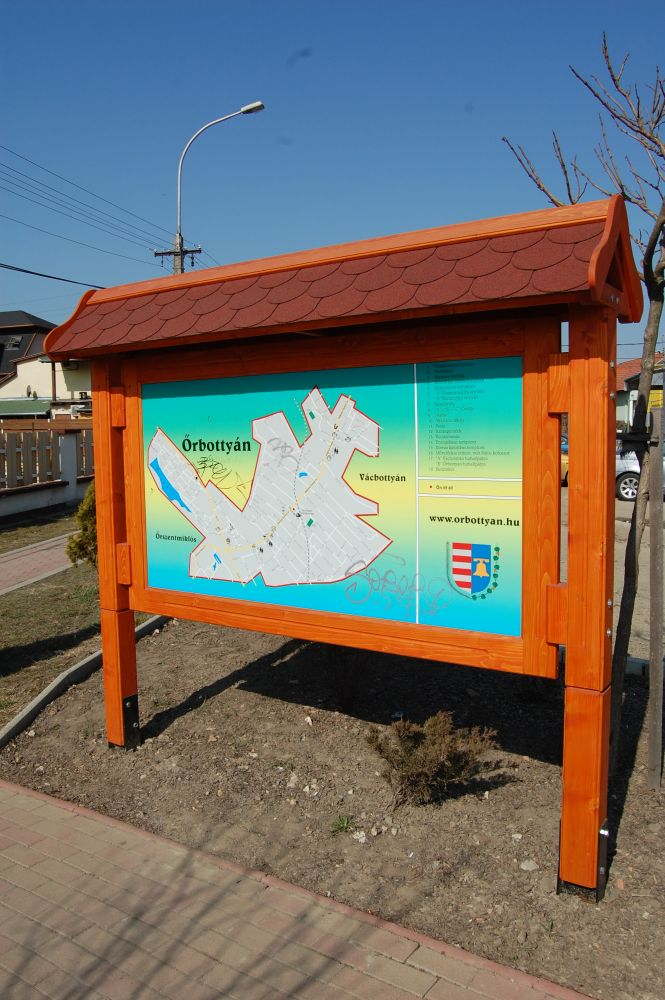
Őrbottyán térkép
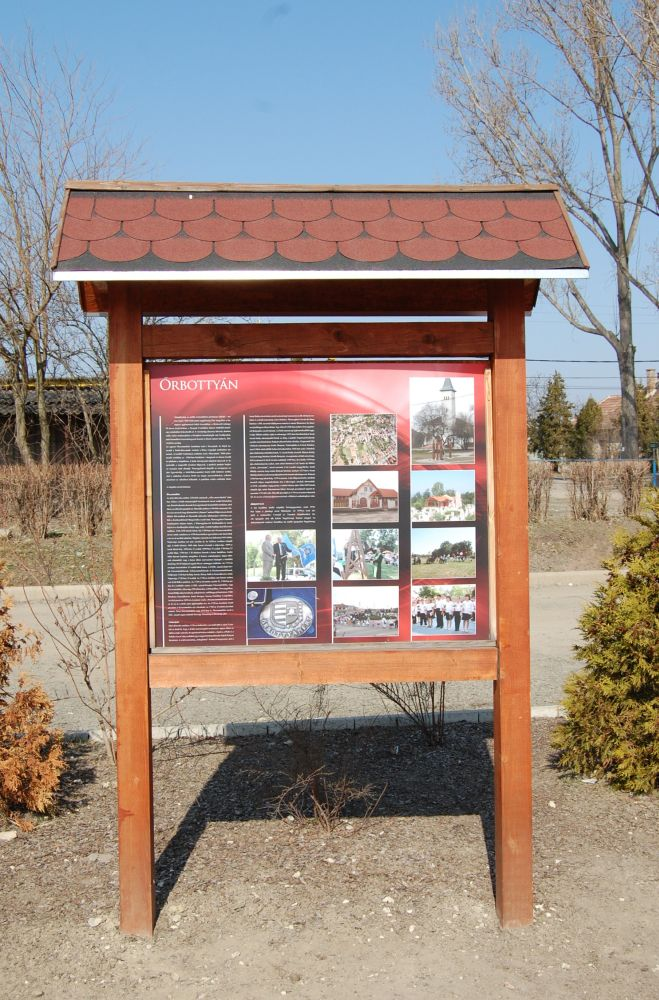
Őrbottyáni helytörténet
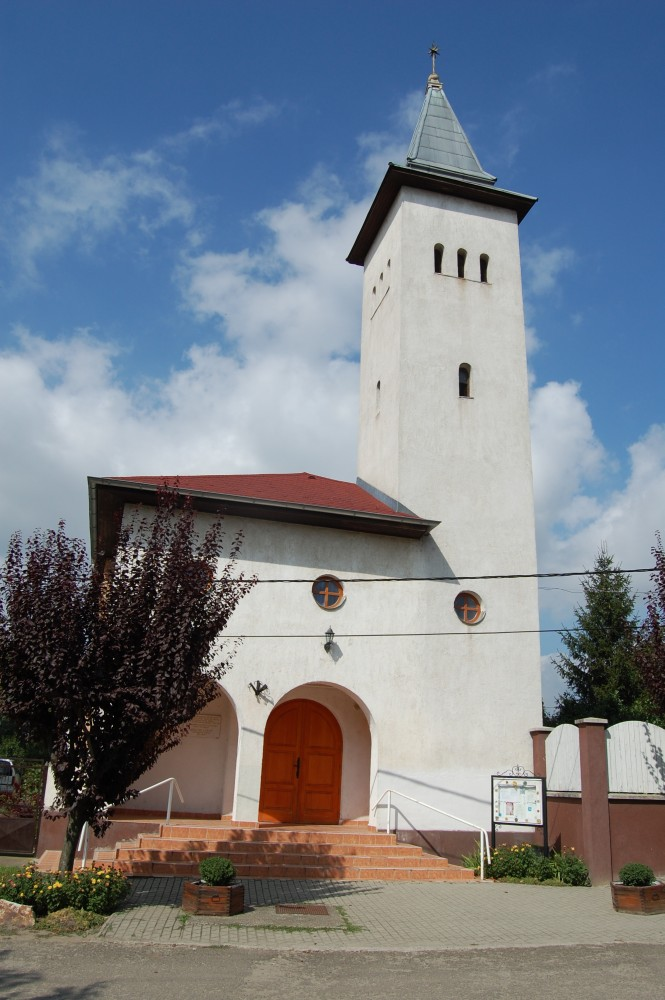
Református templom

## Lásd még
- harangöntés